# إمارات إف إم
إمارات إف إم هي محطة إماراتية غنائية ترفيهية هادفة، تأسست في 1995/12/1م، تابعة لمجموعة شبكة أبو ظبي للإعلام في إمارة أبوظبي·
محطة إمارات إف إم هي إحدى محطات شبكة أبوظبي الإذاعية، وهي محطة ترفيهية غنائية تتبنى الشعار الهادف، موجهة إلى المجتمع الخليجي ليستــمع إلى ما يجسد تراثه وفنونه وإبداعاته.

## الشعار
يتكرر شعار ورؤية الإذاعة خلال الفواصل والمقاطع الغنائية وهو: تسمع، وكأنك ترى...

## البرامج
- المسابقة التراثية.
- أحلى صباح.
- وصلات غنائية.
- أحلى مساء.
- إيجابيات.
- فلاش.
- استوديو 1 (بث مشترك من اذاعة ابوظبي).
- علوم الشعراء.
- بودروش تايم.
- الميلس.
- من هني وهناك.
- بس يومين.
- المشوار

## طالع أيضًا
- شبكة أبو ظبي للإعلام
- مؤسسة الشارقة للإعلام
- مؤسسة دبي للإعلام

## وصلات خارجية
- الموقع الرسمي للإذاعة
- موقع شركة أبو ظبي للاعلام